# Leclercera mulcata
Espèce
Synonymes
- Althepus mulcatus Brignoli, 1973
- Psiloderces mulcatus (Brignoli, 1973)

Leclercera mulcata est une espèce d'araignées aranéomorphes de la famille des Psilodercidae.

## Distribution
Cette espèce est endémique du Népal. Elle se rencontre entre 2 600 et 2 700 m d'altitude sur le Phulchoki.

## Description
La femelle holotype mesure 2,45 mm.

## Publication originale
- Brignoli, 1973 : Spinnen aus Nepal, II. Zur Morphologie der Gattung Althepus Thorell, nebst Beschreibung zweier neuer Arten (Arachnida: Araneae: Ochyroceratidae). Senckenbergiana biologica, vol. 54, p. 157-164.